# Armstrong (Colúmbia Britânica)
Armstrong é uma cidade do Canadá, província de Colúmbia Britânica.